# Wilhelm Busch (Politiker, 1867)

Wilhelm Busch

Wilhelm Busch (* 28. Dezember 1867 in Ersdorf; † 18. Mai 1923 im Eisenbahnzug Berlin-Köln) war ein deutscher Politiker der Zentrumspartei mit dem Schwerpunkt Agrarpolitik.
Busch trat 1884 in den Postdienst ein. Im Jahr 1904 wurde er Postverwalter in Cuchenheim. Er war Vorstandsmitglied im Verband der Rheinisch-Westfälischen Gemeinden, des Rheinischen Bauernvereins und der Lokalabteilung des Landwirtschaftlichen Vereins für Rheinpreußen. Außerdem war Busch Mitglied der rheinischen Landwirtschaftskammer. 
Politisch war Busch Mitglied der Zentrumspartei und gehörte dem Provinzialausschuss der Partei für das Rheinland an. Zwischen 1904 und 1918 war er Mitglied des Preußischen Abgeordnetenhauses.
Nach der Novemberrevolution wurde Busch von 1919 bis 1921 Mitglied der Verfassungsgebenden Preußischen Landesversammlung. Zwischen 1919 und 1921 war er „parlamentarischer“ Unterstaatssekretär bzw. ab dem 1. Juli 1920 „parlamentarischer“ Staatssekretär im Preußischen Ministerium für Landwirtschaft, Domänen und Forsten. Zwischen 1921 und 1923 war er Mitglied des Preußischen Landtages und außerdem von 1920 bis 1923 Mitglied des Reichstages. 